# يان باركر
يان باركر هو عازف بيانو كندي، ولد في 11 يناير 1978 في فانكوفر في كندا.